# المهاقیرا
ال-مهاقیرا یک منطقهٔ مسکونی در یمن است که در استان صنعا واقع شده‌است.